# Plogonnec
Plogonnec är en kommun i departementet Finistère i regionen Bretagne i västra Frankrike. Kommunen ligger i kantonen Douarnenez som tillhör arrondissementet Quimper. År 2022 hade Plogonnec 3 223 invånare.

## Befolkningsutveckling
Antalet invånare i kommunen Plogonnec
Referens:INSEE